# Jaime Prades
Jaime Prades (Montevideo, Uruguay, 17 de diciembre de 1902 - Ib., 1981) fue un productor, director y guionista uruguayo que hizo parte de su carrera en Argentina, España, Brasil y Chile .

## Carrera
Jaime Prades  fue uno de los cineastas pioneros de casi todos los países hispano parlantes, convirtiéndose en experto de producción y distribución global.
Fue un distinguido productor y guionista de nacionalidad uruguaya que incursionó durante la época de oro del cine argentino. En 1941 se desempeñó como guionista  junto con Daniel Cortazzo del film de 1941, Volver a vivir, dirigido por Adelqui Millar y protagonizada por Angelina Pagano, Domingo Sapelli y Niní Gambier. Tiempo después y ya como productor hizo Se abre el abismo (1944) con Sebastián Chiola, Silvana Roth, Ricardo Passano y Guillermo Battaglia, y Sangre negra (1951), Richard Wright (guionista y autor de la novela homónima) y Jean Wallace.
En su paso por Argentina además de producir películas ofreció a la actriz argentina Mecha Ortiz a participar de un programa uruguayo, de ella se hizo un muy buen amigo.
Fue además delegado de Argentina Sono Film en España desde mediados de 1940 y luego convertido en hombre fuerte de Cesáreo González, antes de ejercer funciones como vicepresidente de producciones con el poderoso productor norteamericano Samuel Bronston. Luego de ello pasó a ser director de producción de todos los films de los estudios Bronston. En 1965 se independizó de Bronston y formó su propia empresa productora. También fue director de los estudios Chile Films en Santiago de Chile.
Corpulento y cordial, Prades su presencia era indispensable en numerosos festivales internacionales de cine como el de Moscú.

## Filmografía
Como guionista:
- 1964: El camino real (cortometraje - documental).
- 1964: Sinfonía española (documental).
- 1941: Volver a vivir.

Como director:
- 1974: Sinfonia Brasileira.
- 1964: El camino real.
- 1964: Objetivo 67.
- 1964: Sinfonía española

Como productor:
- 1970: Los monstruos del terror.
- 1970: El santo de la espada.
- 1969  Hamelín
- 1966: Pampa salvaje.
- 1964: La caída del imperio romano
- 1961: El Cid
- 1961: Rey de reyes.
- 1955: A Carrocinha.
- 1951: Sangre negra.[2]
- 1946: Los tres mosqueteros
- 1944: Se abre el abismo.